# 保罗·德夏内尔

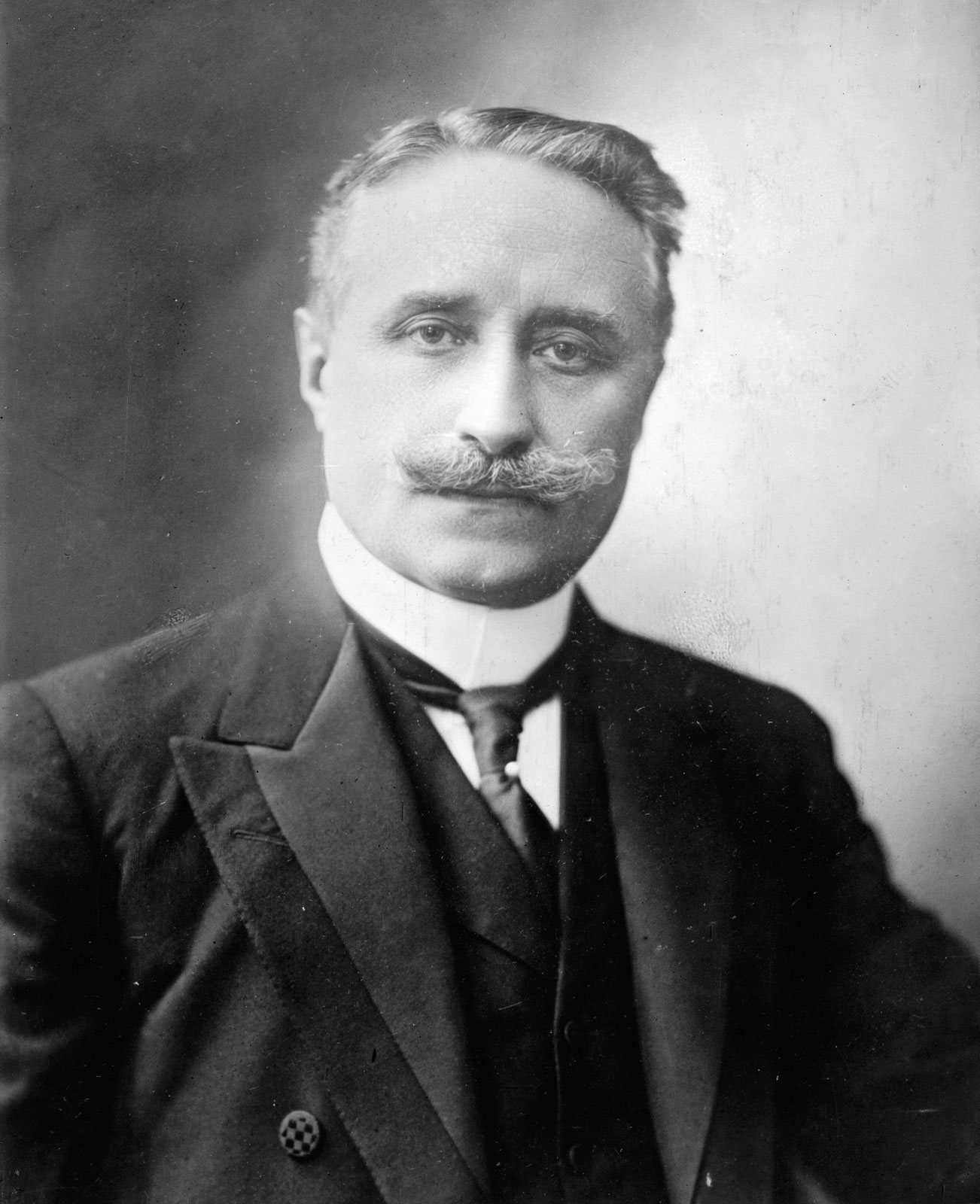

保罗·欧仁·路易·德夏内尔（法語：Paul Eugène Louis Deschanel；1855年2月13日—1922年4月28日），法国政治家，1920年2月18日至9月21日担任法兰西第三共和国总统，总理为亚历山大·米勒兰。
德夏内尔有心理疾病問題，時有怪異行為，以致無法積極執行總統職務，在任僅七個月。
卸任后总统职位由亞歷山大·米勒蘭接替。逝世安葬於蒙帕納斯公墓。